# Serie 4000 de CP
La serie 4000 es un tipo de automotor eléctrico de pendulación activa al servicio de la empresa pública que gestiona el transporte ferroviario en Portugal - CP (Comboios de Portugal). Adquiridas en 1999 para hacer el viaje entre Lisboa y Porto en 2 horas y 15 minutos, hoy componen los mejores trenes de CP, y unen Braga, Porto, Coímbra y Faro con Lisboa (servicio Alfa Pendular).

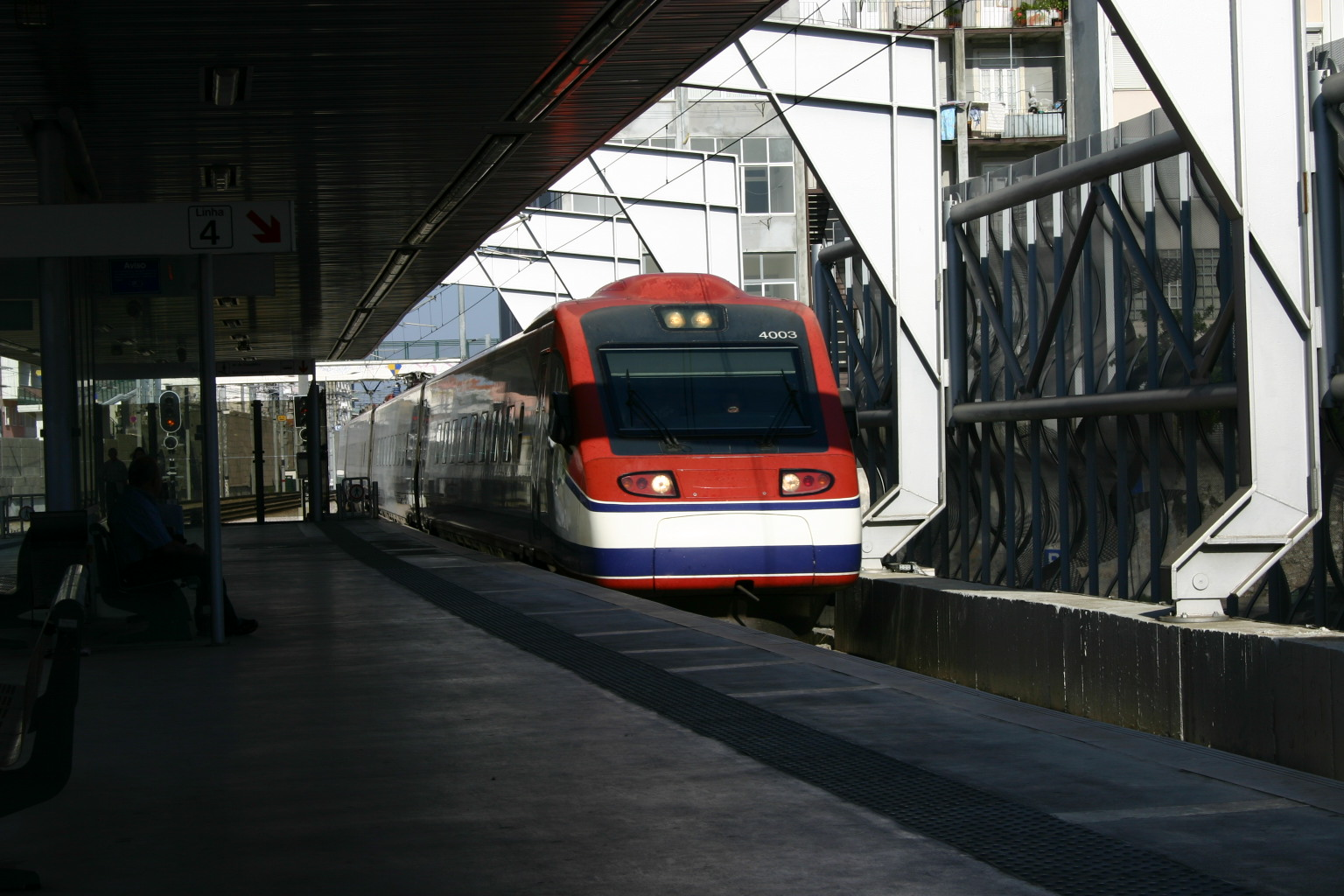
Un Alfa Pendular en Entrecampos, en Lisboa.

## Datos Técnicos
Número de Unidades: 10
Ancho de vía: 1668 mm
Enganche
- Extremos: Automático Dellner tipo 825
- Intermédios: Semi Permanente Dellner tipo 845

Tipo de Servicio: Larga distancia
N.º de Cabinas de Conducción: 2
Velocidad Máxima: 220 km/h (posible adaptación a los 250km/h)
Comando en Unidades Múltiples: hasta 2
Esfuerzo de tracción
- En el arranque (hasta 78 km/h): 210 kN
- A velocidad máxima: 69,5 kN

Esfuerzo de Freno Dinámico
- Máximo en las Ruedas (de 15 a 92 km/h): 165 kN
- A velocidad máxima: 72 kN

Freno de Servicio
- Distancia de Parada (a 220 km/h): 1.960 m
- Peso-freno: 170 %
- Desaceleración media de retención: 1,15 m/s2

Puertas
- Fabricante: IFE
- Número (por lateral) y Longitud útil: 8 x 800 mm + 1x 1260 mm

Lugares sentados
Preferente
- 96

Turista
- 203

- Pasajeros de Movilidad Reducida (en el RNH): 2

Altura del piso
- Retráctil: 650 ± 5 mm
- Interiores: 843 y 1044 mm

Cargas
- Normal: 25 t
- Peso en marcha: 298,3 t
- Peso por Eje (máx.): 14,4 t

Pesos
- Transformador (con aceite): 5410 kg
- Motor Tracción: 990 kg
- Conversor Tracción: 2100 kg
- Conversor Auxiliar: 1800 kg

Bogies
- Motores (bajo a cabina): 8354 kg
- Motores (restantes): 8245 kg
- Libre: 7788 kg

- Total de los Equipamientos: 34687 kg

Confort e Información a los Pasajeros:
Equipamiento de Climatización
- Fabricante: Parizzi

Características Salones:
- Caudal aire tratado: 4400 m³/h
- Potencia refrigeración: 34000 kcal/h
- Potencia calentamiento: 32 kW

Características Cabinas:
- Caudal aire tratado: 600 m³/h
- Potencia refrigeración: 2400 kcal/h
- Potencia calentamiento: 2 kW

- Elevador de Banca de Ruedas: Ratcliff

- Repetidor GSM: Kathrein 700 758

- Tomas para PCs: 220 V, 50 Hz, 100 W

Instalación Sonora y de Vídeo
- Fabricante: Focon

- Funcionalidades: Interfono, Vídeo, Radio FM, Lector de casetes, Lector de CD, Auriculares.

- Indicación de Destino: Focon

WC
- Fabricante: Giuma / Caprio / Evac
- Tipo: Tanques, de vacío, con control electrónico

Número:
- Normales: 9
- Adaptados para Pasajeros de Movilidad Reducida: 1

Características de Tracción y pendulación:
Motor de Tracción
- Fabricante: Siemens
- Número: 8
- Tipo: 1TB2223-OGA03
- Potencia de Utilización: 500 kW
- Tensión: 1840 V
- Intensidad: 188 A
- Cos f: 0,88
- Velocidad de rotación: 1500 rpm
- Frecuencia: 76 Hz
- Aislamiento: Clase 200

- Otras Características: Trifásico asíncrono, con ventilación forzada y rotor en c.c. con 6 polos

Conversor de Tracción
- Fabricante: Siemens
- Tipo: E1100D 2050/1100 M5 RFQ-1
- Entrada: 1100 V, 1000 A
- Salidas: 2050V 3~, 800 A, 110 Hz

Transmisión de movimiento
- Fabricante: SIEMENS/FIAT
- Tipo: Eléctrica trifásica

- Disposición de los Ejes 1A+A1+1A+A1+2’+2’+2’+2’+1A+A1+1A+A1

Diámetro de las Ruedas
- Nuevas: 890 mm

- Límite de Gasto: 850 mm

- Potencia Nominal en las Ruedas: 4000 kW

Sistema de Pendulación
Fabricantes
- Sistema Hidráulico de Pendulación: MICROTÉCNICA
- Sistema Neumático de la Suspensión Lateral Activa (SLA): FIAT
- Unidad de Mando Electrónico: PARIZZI

Características
- Ángulo Máximo de Pendulación: 8º

Aceleración Máxima No Compensada (a nivel de via):
- Régimen Normal: 1,8 m/s²
- Régimen Excepcional: 2,0 m/s²
- Velocidad de Activación: 65 km/h

- Deslizamiento Transversal Máximo (SLA): 70 mm

Características de los Sistemas de Freno, Seguridad y de Alimentación de Energía:
Freno
- Fabricante: SAB WABCO

Características:
- Automático: UIC con comando electroneumático
- Dinámicos: Eléctrico por recuperación
- Estacionamiento: Actuación por muela

- Hombre muerto: SIEMENS

- Registador de Velocidades: CONVEL + DEUTA KWR4

Sistema Radio Solo-Comboi
- Fabricante: ASCOM/SISTEL
- Tipo: BG550 CP-N

Sistema Automático de Control de Velocidad
- Fabricante: ADtranz Signal
- Tipo: EBICAB 700

Sistema de Antipatinaje neumático
- Fabricante: FIAT/PARIZZI
- Tipo: µWUPAR

Tensión de Alimentación: 25 kV, 50 Hz
Transformador Principal
- Fabricante: Trafo Union y Motra
- Tipo: EFAT 6444

Características:
- Primario

(T.ambiente >= 20 °C): 25kV - 2336 kVA
(T.ambiente < 20 °C): 25kV - 2500 kVA
- Secundario (Tracción): 2x1050V - 2x900 kVA
- Secundario (Auxiliares): 350V ac - 268 kVA

Conversor Auxiliar (RNB e RNH)
- Fabricante: Transtechnik
- Tipo: U350 AC/400AC3-440 AC3-650 DC/P300-110-170/F50-60
- Entrada: 354 V ca
- Salidas: 3x400 V ac, 50Hz; 3x44 a 440 V ac, 2 a 60Hz

- Toma de corriente: 650 V dc; 3x400V±10%, 50Hz, 100kVA

Pantógrafo
- Fabricante: Siemens/Schunck
- Tipo: 8WL 126-6YH46

- Características: paleta y suspensión independiente de las escobas

Disyuntor Principal (de vacío)
- Fabricante: Sécheron
- Tipo: BVAC 2Y MN4 115100

Cargador de Baterías (BAN e BAS)
- Fabricante: Transtechnik
- Tipo: U650 DC/110 DC/P80
- Entrada: 650 V dc
- Salidas: 80 kW -127 V dc

Baterías (BAN e BAS)
- Tipo: Alcalinas (Ni-Cd)
- Tensión: 110 V dc
- Capacidad: 340 Ah

Otras Características:
Constructores
- Caja: FIAT
- Bogie: FIAT-SIG

- Montaje final: ADtranz Portugal (SOREFAME)

- Equipamiento Eléctrico de Potencia, Comando y Control: Siemens

- Cepos de Limpieza (Ejes Motores): SAB WABCO

- Lubrificadores de Verdugos: SÉCHERON

- Intercomunicación: HÜBNER

Pintura da Caja - Colores
- Azul: RAL 5022

- Rojo: RAL 3000

- Blanco: RAL 9010

- Cenicienta: RAL 7021

Datos técnicos aportados por la CP